# Ingemar Wedman
Ingemar Wedman, född 16 juli 1945 i Husum, Västernorrland, död 20 januari 2008 i Skärholmen, Stockholms län, var en svensk professor i pedagogik, och som sådan en av de drivande bakom utvecklandet av Högskoleprovet, som infördes 1977. 
Wedman var i många år verksam vid Umeå universitet, som forskare, lärare och akademisk ledare; åren 1989–1993 som dekan för samhällsvetenskaplig fakultet. Åren 1996–2002 var han rektor för Gymnastik- och idrottshögskolan (GIH) i Stockholm, därefter professor i pedagogik vid samma lärosäte . År 2004 tillträdde han tjänsten som föreståndare för Idrottshögskolan vid Umeå universitet , men återvände 2006 till sin professur vid GIH och en tjänst vid Högskolan i Gävle.

## Forskning
Ingemar Wedman disputerade 1973 med avhandlingen Mätproblem i norm- och kriterierelaterade prov: några analyser och försök med tonvikt på reliabilitets- och diskriminationsmått.
Wedmans forskning rörde inledningsvis främst testteoretiska och psykometriska frågor, prov och urval, betygs- och meritvärdering samt andra frågor kring studieresultat och yrkesframgång. Tillsammans med sin mentor och kollega Sten Henrysson var han en pionjär inom svensk forskning om betyg, framför allt vad gäller beteendevetenskapliga och pedagogiska mätningstekniska och statistiska aspekter. Men deras publikationer inrymmer även utvärderingar om betyg, myndighetsrapporter om betyg (för Skolöverstyrelsen och/eller Högskoleverket) samt arbete med test- och provkonstruktion för skol- och utbildningsväsendet, och båda anlitades i olika sammanhang  som betygshistoriker.
Den idrottsintresserade Wedman började på 1980-talet också att forska om idrott och motion, inte sällan tillsammans med forskarkollegan (och hustrun) Anita Wester. Han bidrog även till framväxten av forskning kring handikappidrott, och var från starten 2002 ordförande för Svenskt utvecklingscentrum för handikappidrott (SUH) i Bollnäs.
En av sönerna, Jonathan Wedman, är även han forskare inom pedagogiska mätningar och disputerade 2018 med avhandlingen Theory and Validity Evidence for a Large-Scale Test for Selection to Higher Education.

## Publikationer i urval
- Wedman, Ingemar (1973). Mätproblem i norm- och kriterierelaterade prov. Några analyser och försök med tonvikt på reliabilitets- och diskriminationsmått [Elektronisk resurs]. Pedagogiska rapporter, Umeå, 0348-9388 ; 35 (Akademiska avhandlingar vid Pedagogiska institutionen, Umeå universitet)  ; [4]. Umeå: Univ. Libris 13951093. http://urn.kb.se/resolve?urn=urn:nbn:se:umu:diva-16620
- Henrysson, Sten; Wedman Ingemar (1974). Studielämplighetsprovets innehåll. Pedagogisk debatt, Umeå, 0347-8947 ; 11. Umeå. Libris 374686
- Umeå universitet. Pedagogiska institutionen. Arbetsgruppen för konstruktion av högskoleprovet (1976). Högskoleprovet: en presentation. Pedagogisk debatt, Umeå, 0347-8947 ; 14 ([Ny, revid. uppl.]). Umeå: Pedagogiska inst., Univ. Libris 278036
- Henrysson, Sten; Wedman Ingemar (1977). Betygsutredningens förslag: några kritiska synpunkter. Pedagogisk debatt, Umeå, 0347-8947 ; 18. Umeå: Pedagogiska inst., Univ. Libris 8200892
- Wedman, Ingemar (1980). Högskoleprovet: konstruktion, resultat och erfarenheter. Umeå: Spintum (Gruppen för konstruktion av högskoleprovet), Pedagogiska inst., Univ. Libris 447031
- Wedman, Ingemar; Wester Anita (1982). Svenska folkets motionsvanor: en genomgång av några undersökningar. Umeå. Libris 507706
- Wedman, Ingemar (1983). Den eviga betygsfrågan: historiskt och aktuellt om betygssättningen i skolan. Utbildningsforskning, 0346-9085 ; 48. Stockholm: LiberUtbildningsförl. Libris 7273120. ISBN 91-40-70662-1
- Wedman, Ingemar (1988). Prov och provkonstruktion. Stockholm: Utbildningsförl. Libris 8352450. ISBN 91-40-71751-8
- Reuterberg Sven-Eric, Svensson Allan, Wedman Ingemar, Wester-Wedman Anita, red (1990). Effekter och sidoeffekter av fysisk aktivitet: relationen mellan regelbunden motion, vardagskompetenser och fritidsintressen med särskild tonvikt på skillnader mellan könen. Rapport / Institutionen för pedagogik, Göteborgs universitet, 0282-2164 ; 1990:03. Göteborg. Libris 1014195
- Wedman, Ingemar (2000). Behörighet, rekrytering och urval: om övergången från gymnasieskola till högskola. Högskoleverkets arbetsrapporter, 1404-5745 ; 2000:6 AR. Stockholm: Högskoleverket. Libris 3129899
- Wedman, Ingemar (2003). ”Från skallmätning till VG: om skolans betyg”. Kobran, nallen och majjen : tradition och förnyelse i svensk skola och skolforskning (2003):  sid. 307-317. Libris 9469539
- Validering av kunskaper och kompetens. Gävle: Högskolan i Gävle. 2007. Libris 10602711. ISBN 978-91-974948-9-2. http://www.creativemedialab.se/Validering%20av%20kunskaper%20och%20kompetens_final.pdf Arkiverad 12 augusti 2010 hämtat från the Wayback Machine.